# Neuropatologie
Neuropatologie je klinický a vědecký obor (neurověda), který studuje onemocnění nervového systému, a to zejména na úrovni tkání, obvykle formou malých biopsií nebo pitvy celého mozku. Neuropatologie je specializací anatomické patologie, neurologie a neurochirurgie, úzce souvisí s histologií.
Práce neuropatologů sestává především z provádění biopsie tkáně z mozku a prodloužené míchy. Pokud jde o pitvy, je úkolem diagnostikovat post mortem různé formy demence a další stavy, které mají vliv na centrální nervovou soustavu.
Z mnoha neuropatologií jsou nejvíce zkoumanými Alzheimerova choroba, Parkinsonova nemoc a Creutzfeldtova–Jakobova nemoc.

## Významní neuropatologové
- Alois Alzheimer
- Ladislav Haškovec
- Pražská neuropatologická škola
  - Arnold Pick
  - Oskar Fischer
- František Koukolík